# Herwig Gössl
Herwig Gössl (Monaco di Baviera, 22 febbraio 1967) è un arcivescovo cattolico tedesco, dal 9 dicembre 2023 arcivescovo metropolita di Bamberga.

## Biografia

### Formazione e ministero sacerdotale
È nato a Monaco di Baviera il 22 febbraio 1967, ma è cresciuto a Norimberga; nel 1986 è entrato nel seminario di Bamberga, compiendo gli studi teologici e filosofici a Bamberga e Innsbruck. È stato ordinato sacerdote il 26 giugno 1993 dall'arcivescovo Elmar Maria Kredel. Ha lavorato nella pastorale a Bayreuth, Hannberg, Weisendorf ed Erlangen. Nel 2008 è stato nominato vicerettore del seminario congiunto delle diocesi di Bamberga e di Würzburg a Würzburg.

### Ministero episcopale

Stemma da vescovo

Il 24 gennaio 2014 papa Francesco lo ha nominato vescovo ausiliare di Bamberga, assegnandogli la sede titolare di Balecio. Ha ricevuto l'ordinazione episcopale il 15 marzo successivo nel duomo di Bamberga per imposizione delle mani dell'arcivescovo di Bamberga Ludwig Schick, co-consacranti l'arcivescovo emerito Karl Heinrich Braun e il già vescovo ausiliare Werner Radspieler. Ha scelto come motto "Tu solus Dominus" ("Tu solo [sei] il Signore", tratto dal Gloria della Santa Messa); tale motto è stato musicato da Werner Pees e suonato alla fine dell'atto di ordinazione.
Il 19 novembre 2015 ha compiuto la visita ad limina insieme agli altri vescovi tedeschi.
Dopo le dimissioni dell'arcivescovo Schick, accolte il 1º novembre 2022, è stato eletto amministratore diocesano dal capitolo metropolitano di Bamberga.
Il 9 dicembre 2023 papa Francesco lo ha nominato arcivescovo su proposta del capitolo della cattedrale.
Il presidente della Conferenza episcopale tedesca, Georg Bätzing, ha visto nella nomina un segno di continuità, affermando che: "Si ha la sensazione che Gössl sia qualcuno che vuole dare forma alla Chiesa del futuro con attenzione e con passi concreti. Ha già dimostrato doti di leadership nei suoi precedenti incarichi".
All'interno della Conferenza episcopale tedesca è membro della commissione per il matrimonio e la famiglia e della commissione Caritas.

## Genealogia episcopale
La genealogia episcopale è:
- Cardinale Scipione Rebiba
- Cardinale Giulio Antonio Santori
- Cardinale Girolamo Bernerio, O.P.
- Arcivescovo Galeazzo Sanvitale
- Cardinale Ludovico Ludovisi
- Cardinale Luigi Caetani
- Cardinale Ulderico Carpegna
- Cardinale Paluzzo Paluzzi Altieri degli Albertoni
- Papa Benedetto XIII
- Papa Benedetto XIV
- Papa Clemente XIII
- Cardinale Marcantonio Colonna
- Cardinale Giacinto Sigismondo Gerdil, B.
- Cardinale Giulio Maria della Somaglia
- Cardinale Carlo Odescalchi, S.I.
- Cardinale Costantino Patrizi Naro
- Cardinale Lucido Maria Parocchi
- Papa Pio X
- Papa Benedetto XV
- Papa Pio XII
- Cardinale Eugène Tisserant
- Papa Paolo VI
- Cardinale Agostino Casaroli
- Arcivescovo Johannes Dyba
- Arcivescovo Ludwig Schick
- Arcivescovo Herwig Gössl